# 杜思忠
杜思忠，字信甫，元朝将领，汾州西河县（今山西省汾阳市）人，杜丰次子，杜思明之弟、杜思敬之兄。
杜思忠担任沁州诸军奥鲁长官。高丽金通精起事，元朝下诏杜思忠讨伐，晓以大义，高丽人于是投降。回到元朝，授承务郎、固镇铁冶提举，杜思忠说：“盐铁之政，古人所鄙营利。不是我所能为。”弃官归乡。